# Tingsryd (Gemeinde)
Koordinaten: 56° 32′ N, 14° 59′ O

Tingsryd ist eine Gemeinde (schwedisch kommun) in der schwedischen Provinz Kronobergs län und der historischen Provinz Småland. Der Hauptort der Gemeinde ist Tingsryd.

## Orte
Alle diese Orte sind Ortschaften (tätorter):
- Konga
- Linneryd
- Tingsryd
- Rävemåla
- Ryd
- Urshult
- Väckelsång